# Matúš Kozáčik
Matúš Kozáčik est un footballeur international slovaque né le 27 décembre 1983 à Dolný Kubín. Il évolue au poste de gardien de but.

## Carrière
- 2002-2007 : Slavia Prague  République tchèque
- 2007-2010 : Sparta Prague  République tchèque
- 2010-2012 : Anorthosis Famagouste  Chypre
- depuis 2012 : FC Viktoria Plzeň  République tchèque

## Palmarès
- 24 sélections en équipe de Slovaquie depuis 2006

Sparta Prague
- Champion de Tchéquie en 2010

Viktoria Plzeň
- Champion de République tchèque en 2013, 2015 et 2016.
- Vainqueur de la Supercoupe de Tchéquie en 2015.